# 海頓冰川
海頓冰川（英語：Highton Glacier），是南極洲的冰川，位於南設得蘭群島的克拉倫斯島東岸，在1980年由英國南極名稱諮詢委員會命名，該冰川現時由南極條約體系管理。